# 애국청년 변희재
"애국청년 변희재"는 한국에서 제작된 강의석 감독의 2017년 다큐멘터리 영화이다. 노네임 필름이 배급하였으며 시사평론가 변희재의 2015년 활동을 소재로 하고 있다.